# Coppa del mondo di ciclocross 2001-2002
La Coppa del mondo di ciclocross 2001-2002, nona edizione della competizione, si svolse tra il 17 novembre 2001 ed il 27 gennaio 2002. Sven Nys vinse il titolo.

## Uomini élite

### Risultati
| # | Data        | Città    | Evento                         | Vincitore           | Leader della Cl. mondiale |
| - | ----------- | -------- | ------------------------------ | ------------------- | ------------------------- |
| 1 | 17 novembre | Monopoli | Ciclocross Monopoli            | Sven Nys            | Sven Nys                  |
| 2 | 2 dicembre  | Igorre   | Ziklokross Igorre              | Sven Nys            | Sven Nys                  |
| 3 | 16 dicembre | Wortegem | Grote Prijs Mario De Clercq    | Mario De Clercq     | Sven Nys                  |
| 4 | 6 gennaio   | Nommay   | Cyclo-Cross Int. de Nommay     | Erwin Vervecken     | Sven Nys                  |
| 5 | 20 gennaio  | Wetzikon | Grossen Preis von Wetzikon     | Sven Nys            | Sven Nys                  |
| 6 | 27 gennaio  | Heerlen  | Internationale Veldrit Heerlen | Richard Groenendaal | Sven Nys                  |

### Classifica generale
| Pos. | Corridore           | Punti |
| ---- | ------------------- | ----- |
| 1    | Sven Nys            | 282   |
| 2    | Mario De Clercq     | 270   |
| 3    | Bart Wellens        | 241   |
| 4    | Richard Groenendaal | 238   |
| 5    | Erwin Vervecken     | 225   |
| 6    | Jiří Pospíšil       | 150   |
| 7    | Tom Vannoppen       | 147   |
| 8    | Wim de Vos          | 143   |
| 9    | Gerben De Knegt     | 143   |
| 10   | Maarten Nijland     | 117   |